# 米海洛·彼得羅維奇-涅戈什
米海洛·彼得羅維奇-涅戈什（塞爾維亞語：Михаило Петровић Његош，1908年9月14日—1986年3月24日），蒙特內哥羅國王尼古拉一世的孫子，彼得羅維奇-涅戈什王朝首領。米海洛於1986年去世，享年77歲。

## 生平
1916年，蒙特內哥羅被奧匈帝國入侵，米海洛與家人被迫流亡國外。1921年尼古拉一世去世幾天後，米海洛的伯父達尼洛王儲宣布放棄王位繼承權，將頭銜傳給年僅12歲的米海洛。
第二次世界大戰期間，米海洛與加萊阿佐·齊亞諾、約阿希姆·馮·里賓特洛甫等人接觸，後者打算成立作為軸心國附庸的蒙特內哥羅獨立國並將米海洛立為國王，但他拒絕了。米海洛被德軍拘禁直到戰爭結束。
南斯拉夫在戰後成為約瑟普·布羅茲·狄托統治下的社會主義國家。由於對狄托的失望，米海洛離開了南斯拉夫並於法國定居。